# Edward F. Moore
Edward Forrest Moore (* 23. November 1925 in Baltimore, Maryland; † 14. Juni 2003 in Madison, Wisconsin) war einer der Mitbegründer der Automatentheorie, Erfinder des nach ihm benannten Moore-Automaten und ein früher Pionier des künstlichen Lebens.
Von 1966 bis 1985 lehrte er als Professor für Mathematik und Informatik an der University of Wisconsin.